# باتريك ماكجيجان
باتريك ماكجيجان (بالإنجليزية: Patrick McGuigan)‏ كان ملاكم محترف أيرلندي صنّف ضمن فئة الوزن الخفيف.

## إحصائيات
خاض خلال مسيرته 50 نزالا، فاز في 19 وتعادل في 6 وخسر في 2. فاز بالضربة القاضية في 5 نزالات.